# IPhone 13
iPhone 13 và iPhone 13 Mini là bộ đôi điện thoại thông minh thuộc dòng iPhone được Apple ra mắt vào ngày 14 tháng 9 năm 2021, cùng với bộ đôi iPhone 13 Pro và iPhone 13 Pro Max. Đây là phiên bản kế nhiệm chiếc iPhone 12 với nhiều sự nâng cấp. iPhone 13 được trang bị Apple A15 Bionic tốc độ xử lý nhanh hơn. Giá bán khởi điểm của iPhone 13 Mini và iPhone 13 lần lượt là 699 USD và 799 USD.

## Đổi mới

### Thiết kế
Cụm camera của iPhone được đặt chéo, thay vì đặt dọc như trên thế hệ trước. Phần khoét màn hình chứa camera trước cũng được thu gọn hơn phiên bản tiền nhiệm.

## Dòng sản phẩm
| Dòng thời gian của các mẫu iPhone         |
| ----------------------------------------- |
| Xem thêm: Timeline of Apple Inc. products |

Nguồn: Apple Newsroom Archive